# Rosaleda de André Eve
La Rosaleda de André Eve (en francés: Roseraie de André Eve), es una rosaleda de 0,50  hectáreas de extensión de propiedad privada, localizado en la comuna de Pithiviers-le-Vieil, en la región de Centro-Val de Loira. 

## Localización
La rosaleda está en la localidad de Pithiviers-le-Vieil, en el área  la región natural del Valle del Loira.
 Pithiviers-le-Vieil  es una población y comuna francesa, situada en la región de Centro, departamento de Loiret, en el distrito de Pithiviers y cantón de Pithiviers.
Roseraie de André Eve, 1 rue André Eve- Zi Morailles, Code Postal 45300 Pithiviers-le-Vieil, Département de Loiret, Région de Centre, France-Francia.

## Historia
La primera parte fue creada por el rosalista André Eve en los años 90 y la segunda en 2003.
La calle donde está instalada la rosaleda fue bautizada « rue André Eve » en 2005. 

## Rosaleda-Conservatorio
Sus viveros y sus jardines conservatorios, « Les Roses Anciennes André Eve », son visitables en Pithiviers-le-Vieil y albergan seiscientas variedades de rosas.
Este vivero es uno de los pocos que conserva y difunde : 
- Las variedades botánicas como Rosa banksiae var. lutea o  Rosa chinensis var. mutabilis
- Las variedades históricas como « 'Blush noisette'. », « 'Mme Alfred Carrière'. », « 'Albertine'. », « 'New Dawn'. », « 'Gruss an Aachen'. » (considerada como la rosa antigua más bella en el año 2000).
- Las variedades antiguas olvidadas como « 'Baron Gonella'. » (Jean-Baptiste Guillot) o « 'Monsieur de Morand'. » (Schwartz)

El visitante es recibido por una larga pérgola con rosas trepadoras asociadas con clematis. Los otros pasillos serpenteantes por los cuales el visitante puede descubrir todo el jardín.
En esta rosaleda creada por André Eve, las rosas tanto remontantes como no, se encuentran asociadas con varias plantas perennes, porque para él son los mejores compañeros de las rosas. Crecen cientos de variedades, incluyendo hojas caducas o de color follaje perenne ayuda para garantizar cualquier tipo de decoración todo el año. Presentadas en asociación con Hemerocallis, iris, geranios, euforbias...